# Salzlandsparkasse
Die Salzlandsparkasse ist eine öffentlich-rechtliche Sparkasse mit Sitz in Staßfurt. Sie ist eine der kommunalen Sparkassen in Deutschland. Ihr Geschäftsgebiet umfasst den Salzlandkreis, welcher auch Träger der Sparkasse ist.

## Organisationsstruktur
Die Salzlandsparkasse ist eine Anstalt des öffentlichen Rechts. Rechtsgrundlagen sind das Sparkassengesetz für Sachsen-Anhalt. Organe der Sparkasse sind der Vorstand, der Kreditausschuss und der Verwaltungsrat.
Der Marktbereich ist in folgende Kompetenzzentren zur Spezialberatung eingeteilt:
- VermögensanlageCenter
- GeschäftskundenCenter
- UnternehmenskundenCenter
- ImmobilienCenter

Die Salzlandsparkasse verfügt über 46 Geschäftsstellen und 11 Selbstbedienungs-Standorte mit insgesamt 68 Geldautomaten und 54 Kontoauszugsdruckern. Weiterhin hat die Salzlandsparkasse eine 100%ige Tochtergesellschaft:
- Sparkassen Verwaltungsgesellschaft mbH (SVG)

## Geschäftsausrichtung und Geschäftserfolg
Die Salzlandsparkasse betreibt als Sparkasse das Universalbankgeschäft. Sie ist Marktführer in ihrem Geschäftsgebiet.
Die Philosophie der Salzlandsparkasse lautet: „Salzlandsparkasse mit Herz – fair-menschlich-nah – Gut für die Region“.

## Geschichte
Die heutige Salzlandsparkasse ist im Wesentlichen aus der Fusion zweier Sparkassen entstanden:
- Kreissparkasse Aschersleben-Staßfurt (vormals Kreissparkasse Aschersleben und Kreissparkasse Staßfurt)
- Sparkasse Elbe-Saale (vormals Kreissparkasse Bernburg und Kreissparkasse Schönebeck)

Im Jahr 1935 nahm die Schönebecker Sparkasse ihren Sitz in der Villa Siegel in Schönebeck. Seit dem 1. Januar 2009 führt das Institut die Bezeichnung „Salzlandsparkasse“.